# Heralding – The Fireblade
Heralding - The Fireblade – piąty album zespołu Falkenbach.
Płyta została nagrana przy pomocy muzyków sesyjnych w 2005 roku. Utwory, które znajdują się na płycie są mieszanką viking metalu i black metalu.

## Lista utworów
1. "Heathen Foray" - 7:15
2. "...Of Forests Unknown..." - 3:48
3. "Havamal" - 6:57
4. "Roman Land" - 4:18
5. "Heralder" - 5:12
6. "Laeknishendr" - 5:57
7. "Walkiesjar" - 3:52
8. "Skirnir" - 4:36
9. "Gjallar" - 8:10 - Tylko w edycji limitowanej

## Wykonawcy
- Vratyas Vakyas – śpiew, wszystkie instrumenty
- Tyrann – śpiew (muzyk sesyjny)
- Hagalaz – gitara (muzyk sesyjny)
- Bolthorn– perkusja (muzyk sesyjny)